# Jason Thirsk
Jason Matthew Thirsk (* 25. Dezember 1967 in Hermosa Beach, Kalifornien; † 29. Juli 1996) war der Bassist der Punkband Pennywise. Nach seinem Tod 1996 wurde er von Randy Bradbury ersetzt. Die Band widmete Thirsk das Lied Bro Hymn Tribute, das bei Konzerten jeweils zum Abschluss gespielt wird.

## Jugend
Jason Matthew Thirsk wurde am 25. Dezember 1967 in Hermosa Beach geboren, wo er auch einen Großteil seines Lebens verbrachte. Als Jugendlicher lernte er durch ältere Freunde Punkbands wie Black Flag kennen. Als er diese Musik hörte, wollte er ebenfalls solche Musik spielen. Nur wenige Monate später gründete er seine erste Band mit drei Freunden, sie nannten sich „Juvenile Delinquents“. Später ging er zur „Band Syndicate“, anschließend zur Band „P.M.A.“, die ausschließlich Cover-Songs spielte.

## Pennywise
Thirsk wollte aber lieber eigene Musik spielen, so gründete er 1988 mit Fletcher Dragge, Jim Lindberg und Byron McMackin „Pennywise“, die noch heute zu den erfolgreichsten Punkbands der Welt gehören.
Jason Thirsks Ziel war immer Musik mit positiven Texten zu machen, was er in den von ihm geschriebenen Texten für die Band auch versuchte.
Der Waffensammler Thirsk starb am 29. Juli 1996 an einer Schusswunde. Die Polizei ging von Selbstmord aus, da Thirsk als depressiv galt.
Die Pressesprecherin von Epitaph Records, bei dem Pennywise unter Vertrag steht, gab an, Thirsk sei betrunken gewesen und habe seine Waffe geputzt, wobei sich versehentlich ein Schuss löste. Tatsächlich stand er zum Todeszeitpunkt unter Alkohol- und Drogeneinfluss.